# Centre correctionnel de Stateville
Stateville Correctional Center
Le centre correctionnel de Stateville (en anglais : Stateville Correctional Center) ou simplement prison de Stateville, est une prison américaine pour hommes située sur le territoire de la ville de Crest Hill, près de Chicago, dans l'État de l'Illinois aux États-Unis,. 
Cette prison a comme principale particularité d'avoir une architecture panoptique. 
L'établissement est géré par l'Illinois Department of Corrections (en) (IDOC).

## Histoire
Ouverte en 1925, la prison de Stateville a été construite pour accueillir 1 506 détenus. 
Une partie de la prison a été conçue selon le concept panoptique de la cellule « F-House » de la prison. Elle a une disposition qui comprend une tour armée au centre d'une zone ouverte entourée de plusieurs niveaux de cellules. 
La F-House était la seule prison panoptique encore utilisée aux États-Unis dans les années 1990. Elle a été fermée fin 2016, mais la structure restera debout en raison de son importance historique.

## Centre d’exécution de la peine de mort
Le centre correctionnel de Statesville était l'un des trois sites où des exécutions ont été effectuées par électrocution dans l'Illinois. La chaise électrique a été utilisée pour la première fois à Statesville en 1949. 
En juillet 1977, après la réhabilitation de la peine de mort dans l'Illinois. la prison redevient un centre d’exécution. 
Onze exécutions ont été effectuées par injection létale  jusqu'en mars 1998, date à laquelle le site des exécutions a été déplacé au centre correctionnel de Tamms, dans le sud de l'Illinois.
Le 9 mars 2011, est promulguée une loi mettant fin à la peine de mort dans l'État de l'Illinois.

## Détenus notables
- Leopold et Loeb, duo de jeunes criminels responsables de la mort d'un adolescent de 14 ans du nom de Bobby Franks dans les années 1920 à Chicago.
- John Wayne Gacy, l’un des tueurs en série américains les plus connus, surnommé le « clown tueur », responsable de la mort de 33 enfants et adolescents dans les années 1970 à Chicago. Il fut condamné à mort à Stateville.
- Richard Speck, tueur de masse responsable de la mort de huit étudiantes infirmières à Chicago.